# Synestezie
Synestezie (z řeckého syn- = spojení a aesthesis = cítění, vjem) je sdružení dvou nebo více smyslových vjemů člověka. Jde o způsob vnímání, kdy původní vjem jednoho smyslu vyvolá vjem smyslu jiného, resp. je k původnímu přiřazen. Může jít i o sdružení různých vjemů, které by patřily stejnému smyslu, avšak vyvolaný vjem je pouze „cítěn“. V obou těchto případech může být první či vyvolávající z vjemů viděn, slyšen apod. nikoli fakticky, ale jen mentálně, tedy osoba si jej představuje ve své mysli. Některé osoby uvádějí, že ve změněných stavech vědomí, např. po požití LSD, doopravdy chutnaly zvuky nebo slyšely světlo, popřípadě zcela přestaly rozlišovat mezi kvalitativní stránkou barev a zvuků apod.

## Formy
Synestezie má mnoho podob a neexistuje kombinační strop pro její možnosti. K nejznámějším patří tato spojení:
- grafický symbol (např. písmeno nebo číslo) → barva

Jakkoli oba vjemy patří jednomu, tedy zrakovému smyslu, vyvolaný vjem barvy je pouze „cítěn“. I první z nich může být ovšem pouze „myšlen“ (jak výše popsáno), nikoli skutečně okem zaznamenán.
- hudba, zvuk → barva

Spojení akustického a optického vjemu se nazývá synopsie. Vybaví-li se vnímateli při poslechu hudby nebo zvuku vizuální vjem, jedná se o fotisma, opačný případ se nazývá fonisma. Fotismata jako první popsal ruský skladatel Nikolaj Rimskij-Korsakov, který přiřazoval barvy jednotlivým tónům (např. tón C = bílá, D = žlutá barva atd. – viz autorova stránka). Francouzský skladatel Olivier Messiaen, který měl barvy spojené s tóninami i s hudebním výrazem, říkal s oblibou interpretům v orchestru např.: „Hrajte to víc zeleně“. Podobným způsobem mohou působit i vjemy nehudebních zvuků. Existují také zajímavé analogie v pojmovém označování (např. vysoký – nízký tón).
- personifikace

V tomto případě mohou být čísla, dny, měsíce či písmena asociovány s určitými osobami, tedy personifikovány.
- slovo → grafický vjem

Zde určité slovo vyvolá nejčastěji představu geometrického obrazce či jiného útvaru.
- slovo → chuťový vjem

Individuálně specifická slova mohou být spojena s pocitem určité chuti v ústech. Tato forma synestezie je řídká.
- zrakový vjem → hmatový vjem

Pocit dotyku nebo ohmatávání viděného objektu, nebo celého zorného pole najednou.
- slovo → čichový vjem

Pocit zápachu nebo vůně určitých slov.
- čas → různé grafické a prostorové představy [1]

Například někdo v duchu vidí časový úsek jako barevné hranoly či 3D kružnice. 

## Příklad
Arthur Rimbaud (1854–1891), Samohlásky (ze sbírky Sezóna v pekle, 1873), přeložil Vítězslav Nezval:
 A čerň, E běl, I nach, O modř, U zeleň hlásek,

 já jednou vypovím váš různý vznik a druh.

 A, černý korzet, plný rudých much,

 jež bzučí kolem páchnoucích a krutých pasek,

 zátoka stínů, E, běl stanů, čirý vzduch,

 šíp ker a bílých králů, chvění vrásek;

 I, purpur, krev a smích, jenž tryská ze rtů krásek,

 ve hněvu, či kajícný a bludný kruh.

 U, božská vibrace, U, zeleň moří

 s vesly,

 mír pastvin s dobytkem, mír vrásek, které kreslí

 prst alchymie čelům vševědů;

 O, zvučná polnice, klid vesmírného vřídla,

 jímž poletují planety a archandělská křídla.

 - O, modrý paprsek jejího pohledu.

## Výskyt
U někoho se synestezie objevuje po celý život, někdo pozná tuto zkušenost jen po přechodnou dobu, u někoho nefunguje vůbec. Synestezie se podle epidemiologických studií projevuje asi šestkrát častěji u žen, takže úvaha o vazbě na chromozom X měla smysl. Současné genetické výzkumy to potvrzují, a dokonce se vyskytují úvahy, že pokud by se objevil gen pro synestezii u plodů mužského pohlaví, mohl by být spojen s dalšími poruchami, které vedou k jeho časnému odumření a potratu. Nejvíce stop míří k chromozomu 16, přičemž genotyp se nemusí vždy „prosadit“, jak ukazují studie na jednovaječných dvojčatech. Vyskytuje se hojně u dětí a ustupuje v procesu ontogeneze. Synestezie jsou hojnější u přírodních národů, vyskytují se častěji u umělců, než u jiných skupin lidí, a jsou příznačné také pro některé psychopatologické fenomény (např. u schizofreniků). Schopnost vnímání tohoto typu má také částečně genetický podklad. Synestezie je potvrzený jev, ale způsob tohoto vnímání je ryze individuální, proto teorie, určující přesné přiřazení kvality vjemů nelze považovat za zcela relevantní.